# Моэза (округ)
Моэза (нем. Bezirk Moësa) — бывший округ в Швейцарии. 
Существовал до 2015 года. Входил в кантон Граубюнден. 1 января 2016 года был заменён новым регионом Моэза.
Занимает площадь 496,03  км². Население — 7679 чел. Официальный код  —  1828.

## Коммуны округа
| Район Каланка          | Район Каланка          | Район Каланка    | Район Каланка | Район Каланка   | Район Каланка                          |
| Герб                   | Коммуна                | Население (2005) | Площадь км²   | Официальный код | Примечание                             |
| ---------------------- | ---------------------- | ---------------- | ------------- | --------------- | -------------------------------------- |
| Арвиго                 | Арвиго                 | 97               | 17,01         | 3801            | 1.01.2015 объединены в коммуну Каланка |
| Браджо                 | Браджо                 | 57               | 6,91          | 3803            | 1.01.2015 объединены в коммуну Каланка |
| Кауко                  | Кауко                  | 37               | 10,89         | 3806            | 1.01.2015 объединены в коммуну Каланка |
| Сельма                 | Сельма                 | 38               | 2,91          | 3811            | 1.01.2015 объединены в коммуну Каланка |
| Бузено                 | Бузено                 | 102              | 11,15         | 3804            |                                        |
| Кастанеда              | Кастанеда              | 229              | 3,96          | 3805            |                                        |
| Росса                  | Росса                  | 122              | 58,88         | 3808            |                                        |
| Санта-Мария-ин-Каланка | Санта-Мария-ин-Каланка | 96               | 9,31          | 3810            |                                        |

| Район Мезокко (Мизокс) | Район Мезокко (Мизокс) | Район Мезокко (Мизокс) | Район Мезокко (Мизокс) | Район Мезокко (Мизокс) |
| Герб                   | Коммуна                | Население (2005)       | Площадь км²            | Официальный код        |
| ---------------------- | ---------------------- | ---------------------- | ---------------------- | ---------------------- |
| Лосталло               | Лосталло               | 683                    | 50,86                  | 3821                   |
| Мезокко                | Мезокко                | 1211                   | 164,76                 | 3822                   |
| Соацца                 | Соацца                 | 377                    | 46,42                  | 3823                   |

| Район Рофередо | Район Рофередо | Район Рофередо   | Район Рофередо | Район Рофередо  |
| Герб           | Коммуна        | Население (2005) | Площадь км²    | Официальный код |
| -------------- | -------------- | ---------------- | -------------- | --------------- |
| Кама           | Кама           | 467              | 15,00          | 3831            |
| Гроно          | Гроно          | 913              | 14,81          | 3832            |
| Леджа          | Леджа          | 115              | 9,18           | 3833            |
| Ровередо       | Ровередо       | 2272             | 38,79          | 3834            |
| Сан-Витторе    | Сан-Витторе    | 708              | 22,06          | 3835            |
| Вердаббио      | Вердаббио      | 155              | 13,13          | 3836            |